# Stormen Babet 2023

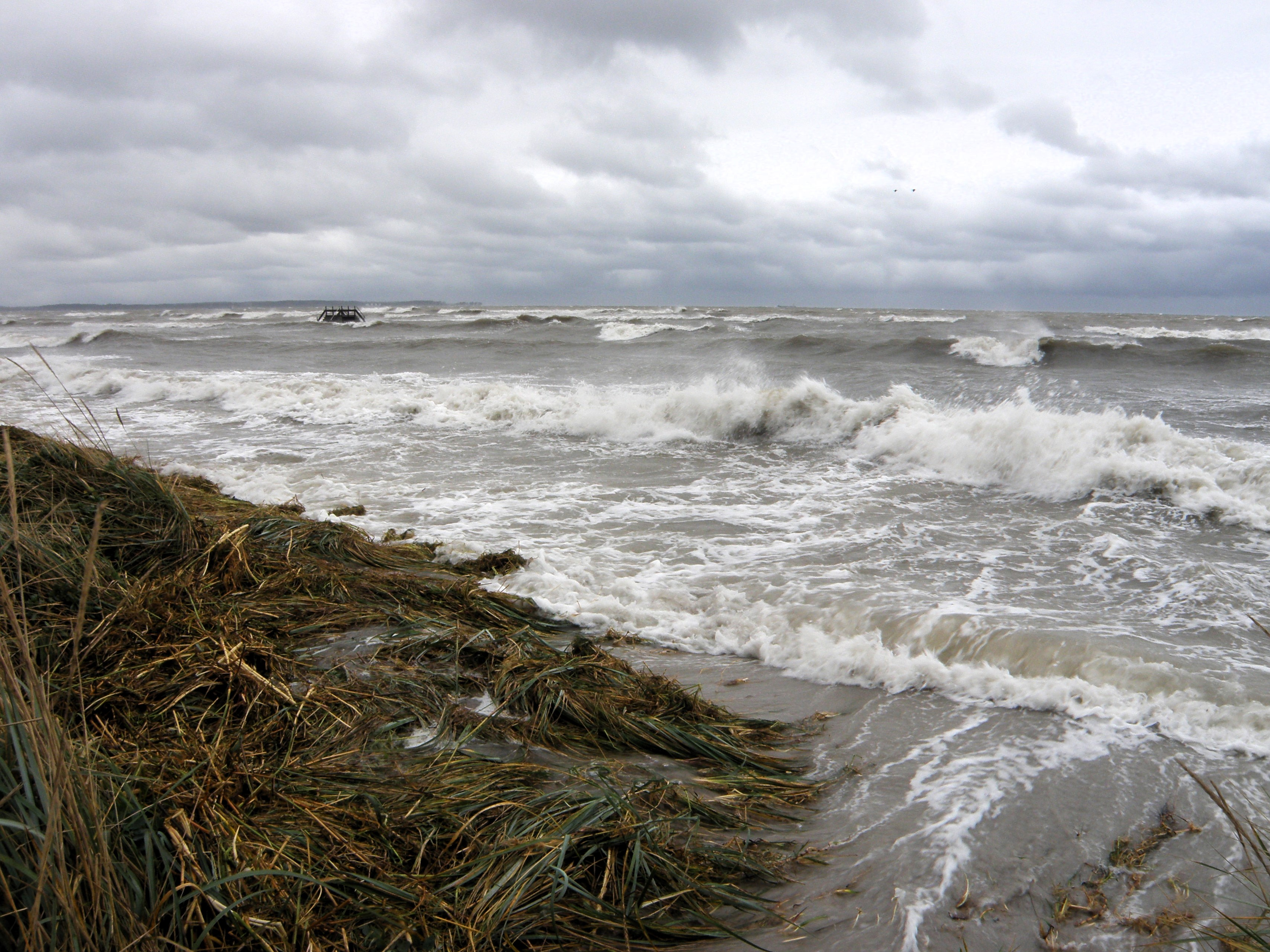
Stranden i Stein i Schleswig-Holstein med den översvämmade piren Steiner Mole, mitt på dagen den 20 oktober 2023

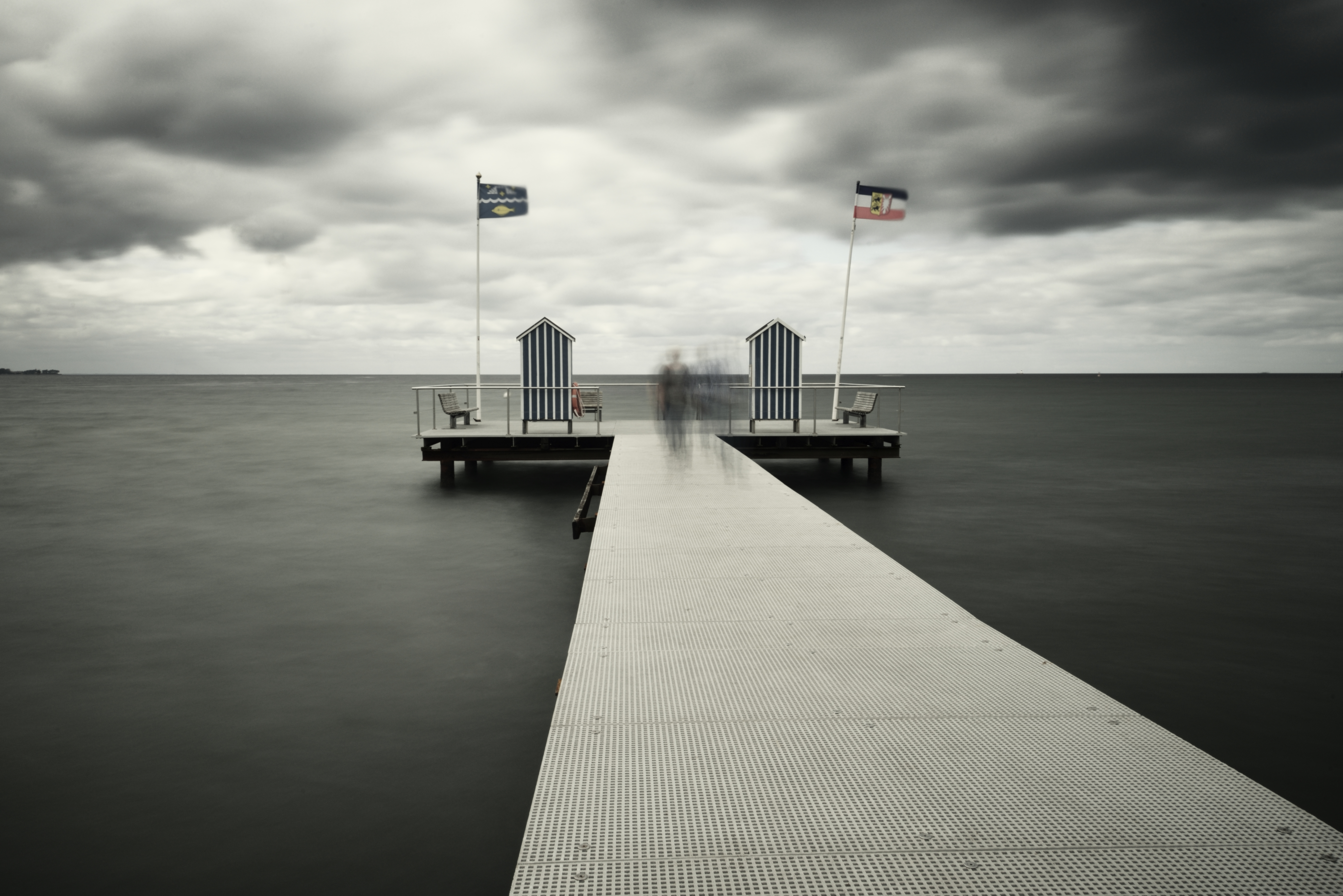
Steiner Mole en stormfri dag

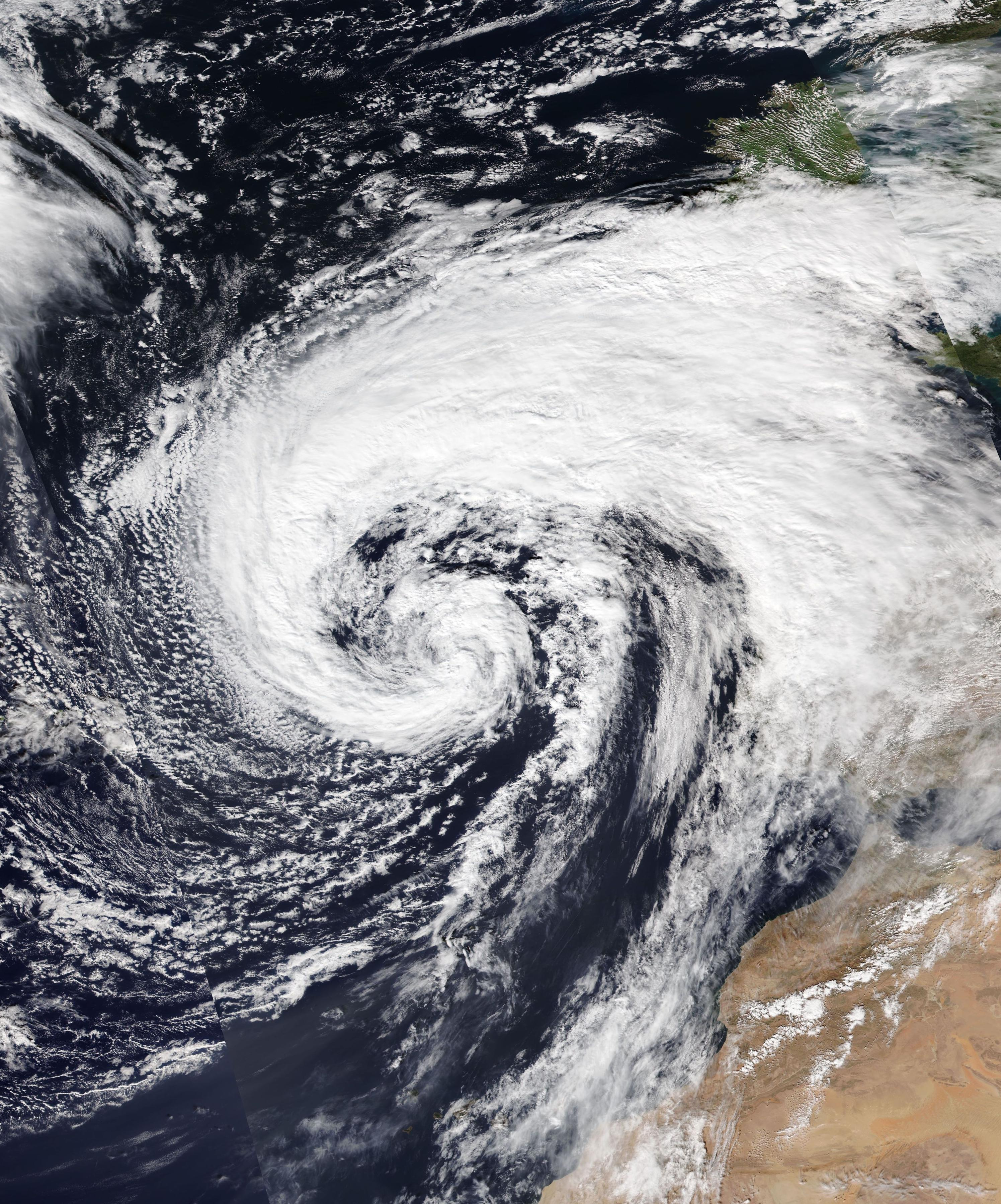
Babet över Atlanten den 16 oktober

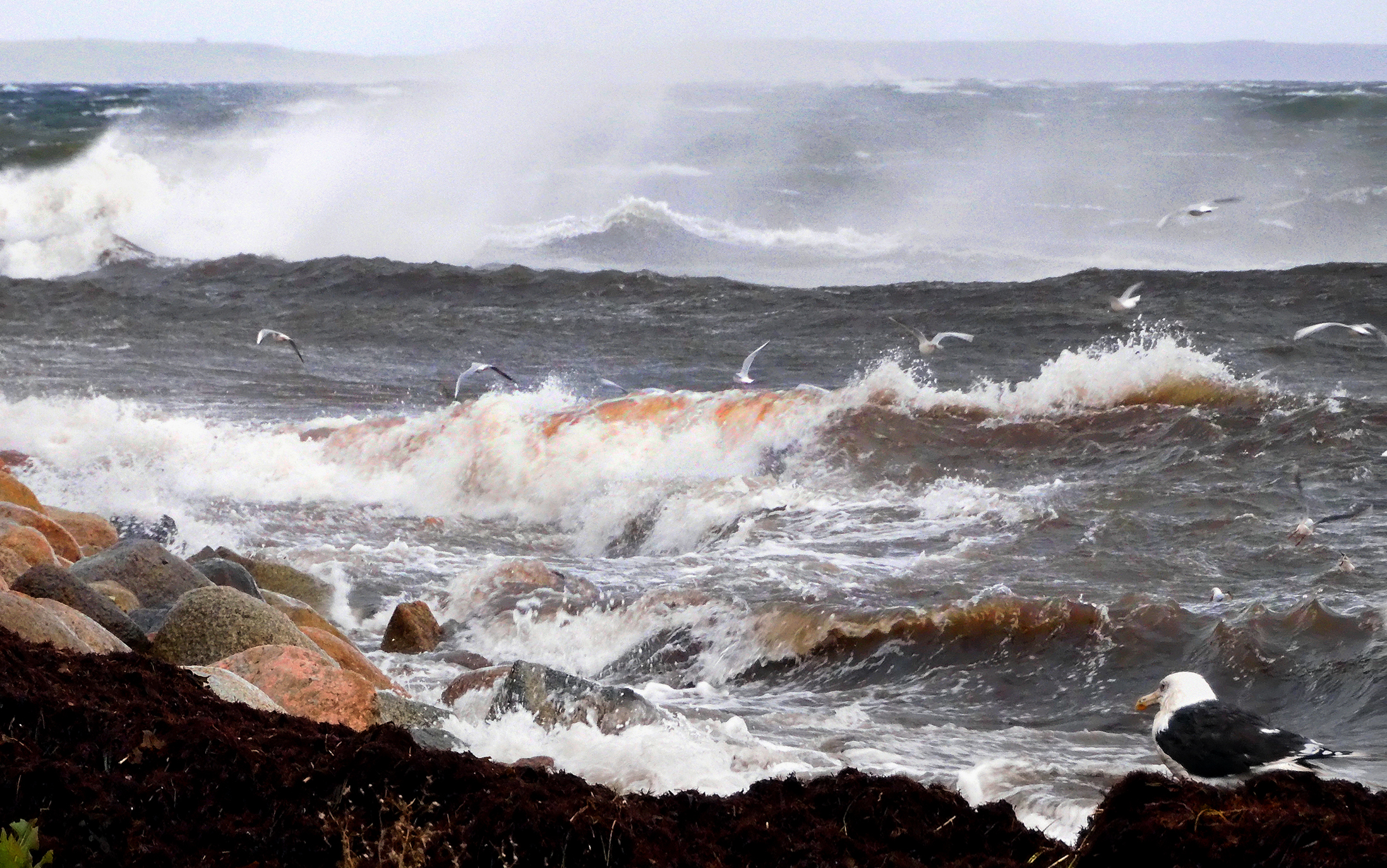
En gammal Havstrut betraktar stormen Babet i Ystad 20 oktober 2023.

Stormen Babet 2023 var ett lågtryck som drog från Atlanten in över de brittiska öarna och nordvästra Europa den 18–21 oktober 2023.

## Storbritannien
Stormen Babet drog över Storbritannien den 18 oktober. I Skottland kulminerade ovädret på morgonen fredagen den 20 oktober. Två orter evakuerades i stormen, som orsakade tre omkomna i Storbritannien.

## Tyskland
Den 19 oktober omkom en kvinna på ön Fehmarn i sin bil, när ett träd föll ned. I Schleswig-Holstein evakuerades omkring 2.000 personer. I Flensburg steg vattennivån 2,27 meter över normalvattenståndet.

## Danmark
Babet drog in över kusterna längs Östersjöns västra del, bland annat kusterna vid Lilla Bält och Køge Bugt. I Aabenraa nådde vattnet upp till 2,16 meter över normalvattenståndet och i Hesnæs på Falster 2,39 meter med stora skador till följd i hamnen. I Fynshav på Als räknades händelsen som en 500-årshändelse.
I Rødvigs hamn slet sig 28 båtar och försvann, varav 18 återfanns sjunkna i hamnen en vecka senare.  Båthus och strandhus spolades iväg på flera platser, bland andra Marstal på Ærø och Rødvig.
Området runt Haderslev evakuerades på grund av översvämningsrisk.

## Sverige
Ovädret Babet kulminerade på natten mellan den 20 och den 21 oktober över södra Sverige. Fler än 300 träd i Skåne föll i kraftiga ostvindar och vattenstånden var de högsta sedan rekordåret 2017. Allra mest blåste det utanför Hanö vid Blekingekusten, där orkanbyar på strax över 33 sekundmeter uppmättes vid midnatt och en andra gång vid tvåtiden natten mot lördag.
Näst högsta vindstyrkan på 27 sekundmeter noterades på Väderöarna i Bohuslän, följt av Utklippan i Blekinge med 26 och Skillinge, som också mätte 26. Över land mättes 24 meter per sekund, i Hörby i Skåne.
Skador uppstod framför allt vid Skånes syd- och östkuster, till exempel i Ljunghusen, Skillinge och Kivik.

## Norge
20 000 hem i södra Norge blev strömlösa på morgonen den 21 oktober. Tak blåste av och byggnader och träd blåste ned.